# Agence des États-Unis pour le développement international
L'Agence des États-Unis pour le développement international (en anglais : United States Agency for International Development, abrégé USAID) est une ancienne agence du gouvernement des États-Unis chargée du développement économique et de l'aide humanitaire dans le monde de 1961 à 2025. L'agence travaille sous la supervision du président, du département d'État et du Conseil de sécurité nationale. 
Elle est créée en 1961 par un décret du président John Fitzgerald Kennedy. Le budget de l'agence — de l'ordre de plusieurs dizaines de milliards de dollars dans les années 2020 — dépend principalement des versements effectués par le gouvernement fédéral des États-Unis.
En 2025, le président Donald Trump décide d'arrêter entièrement le financement de l'USAID, en alléguant des fraudes, détournements et gaspillages massifs d'argent public, les programmes non supprimés de l'USAID étant intégrés au département d'État. 

## Historique

### Création
Tirant son origine du plan Marshall d'aide à l'Europe après la Seconde Guerre mondiale, l'USAID est créée le 3 novembre 1961 par un executive order (décret présidentiel) du président des États-Unis John Fitzgerald Kennedy.

### Parcours
Elle est dirigée de 2001 à 2005 par Andrew Natsios (en). En 2003, il demande aux contractants et aux ONG financées via l'USAID de promouvoir l'image de l'action du gouvernement américain, principal contributeur financier de cette aide.
Son budget annuel pour 2006 est de 9,1 milliards de dollars. Pour l'année fiscale 2016, Barack Obama demande une somme de 10,7 milliards de dollars pour le budget principal. USAID gère aussi douze programmes hors des États-Unis qui sont budgétairement isolés, pour un montant total de 22,3 milliards de dollars. En 2024, le budget atteint 44 milliards de dollars.

### Démantèlement et suppression
En février 2025, Elon Musk, nommé au sein du département de l'Efficacité gouvernementale dans la seconde administration Trump, accuse l'agence d'être une « organisation criminelle » qui « doit mourir » et annonce sa fermeture. La Maison Blanche a porté des accusations de fraude et de gaspillage. Selon une analyse de The Washington Post, parmi 12 affirmations faites par la Maison Blanche, 11 étaient fausses, trompeuses, ou manquaient de contexte. Certaines des accusations faisaient référence à des dépenses du Département d'État, pas de l'USAID,. Le juge Carl Nichols a noté que les avocats du gouvernement n'avaient pas de preuve pour soutenir des accusations de fraude et de corruption massive, devant le tribunal.
Également en février, Donald Trump suspend toute aide étrangère hormis pour Israël. L'accès au site internet de l'agence est coupé, les accès intranet des employés sont coupés, plusieurs responsables sont mis en congé sans solde et il est annoncé que l'agence va être transférée au département d'État des États-Unis,. Il est prévu qu'une large partie des employés de l'agence perdent leurs emplois le 7 février 2025, l'administration Trump ne gardant que 611 employés sur les près de 10 000 que compte l'agence. Alors que divers recours juridiques bloquent ou suspendent partiellement cette forte réduction de l'agence, le secrétariat d'État dirigé par Marco Rubio annonce qu'une très large partie des financements accordés, dont certains par USAID.
Le 25 février 2025, un juge fédéral bloque pour une durée indéterminée le gel des aides fédérales décidé par la 2e administration Trump, ce qui freine les efforts du président Trump pour réaligner les dépenses gouvernementales sur son programme. Ce juge a enjoint le gouvernement Trump de « mettre en œuvre, de donner effet ou de rétablir sous un autre nom » la directive du bureau du budget de la Maison-Blanche visant à geler l'aide fédérale pendant que le tribunal examine les dépenses. L'administration Trump fait appel à la Cour suprême des États-Unis, qui rejette l'appel. Le 18 mars, un tribunal fédéral conclut que le démantèlement de l'agence était « probablement » inconstitutionnel, violant la constitution de plusieurs manières. L'ordre exécutif de Trump empiète notamment sur les prérogatives du Congrès des États-Unis, qui est le seul à pouvoir décider de fermer l'USAID. En mars 2025, l'administration Trump présente un projet pour réduire à 15 employés, le minimum légal, les effectifs de l'agence. Après leur gel général, certaines contributions à l'aide étrangère, ont été « temporairement rétablies », mais entre temps, à titre d'exemple dans le monde, au moins un million de femmes ont perdu l'accès aux soins contraceptifs en raison d'une « pause » de 90 jours dans le financement de l'Agence.
Le secrétaire d’État Marco Rubio annonce début juillet 2025 le démantèlement intégral de l'USAID, toute aide à l'étranger ne servant aucun intérêt américain étant supprimée, et le restant de l'agence étant intégré au département d'État,. Au total 94 % des employés ont été licenciés et 83 % des programmes de l'agence supprimés.
Selon une modélisation publiée dans Nature en avril 2025, sans cette aide, environ 25 millions de personnes pourraient mourir au cours des 15 prochaines années suite à une recrudescence de la tuberculose, du VIH, et faute de planification familiale et d'un recul de la santé maternelle et infantile et du contrôle de la natalité dans les pays pauvres ou en difficulté. D'après une autre étude, publiée dans The Lancet fin juin 2025, ces coupes budgétaires pourraient provoquer la mort de 14 millions d'individus d'ici 2030, dont 4,5 millions étant des enfants de moins de 5 ans,.

## Missions
L'USAID a pour mission d'aider à réduire la pauvreté, promouvoir la démocratie et favoriser la croissance économique, soulager les victimes des catastrophes naturelles et prévenir les conflits.

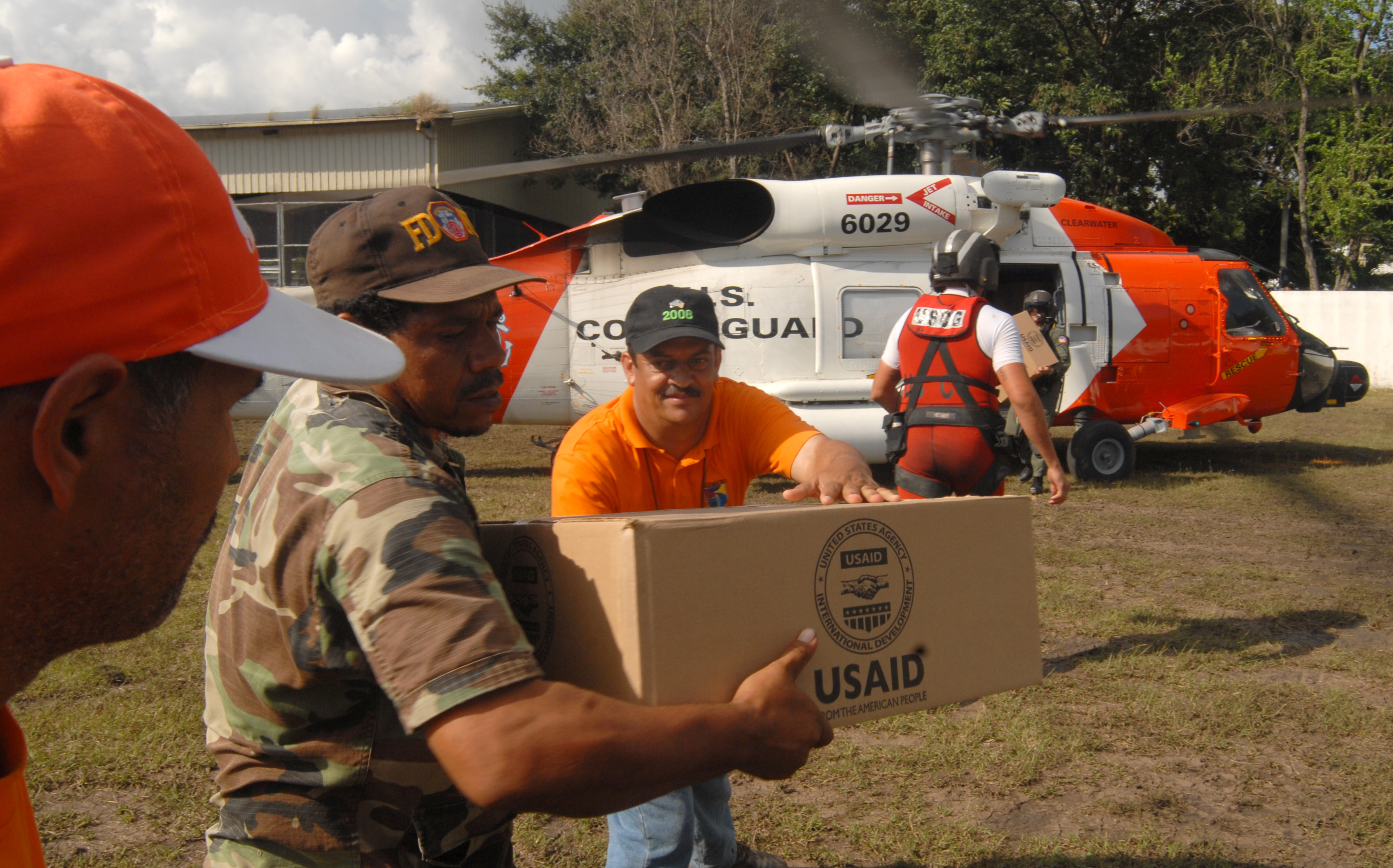
Des colis de l'USAID sont livrés par le personnel de la Garde côtière des États-Unis.

L'agence investit plusieurs milliards de dollars dans un grand nombre de projets depuis 1961, afin de s'attaquer aux contraintes au développement national. En 2024, le budget de l'USAID est de 40 milliards de dollars.

### Santé
En mars 2025, des experts du Centre pour le développement global (en) (Center for Global Development) estiment que jusque-là, les programmes de l'USAID permettaient d'éviter chaque année environ 1 650 000 décès liés au SIDA, 500 000 décès liés au manque de vaccination, 310 000 décès liés à la tuberculose et 290 000 décès liés au paludisme,. Notamment, il est estimé que PEPFAR, un plan d'aide contre le SIDA, aurait sauvé environ un million de personnes par an, totalisant 26 millions de vies sauvées en 2025,. L'USAID finance aussi plusieurs centres de recherche médicales à travers le monde.

### Lutte contre la pauvreté

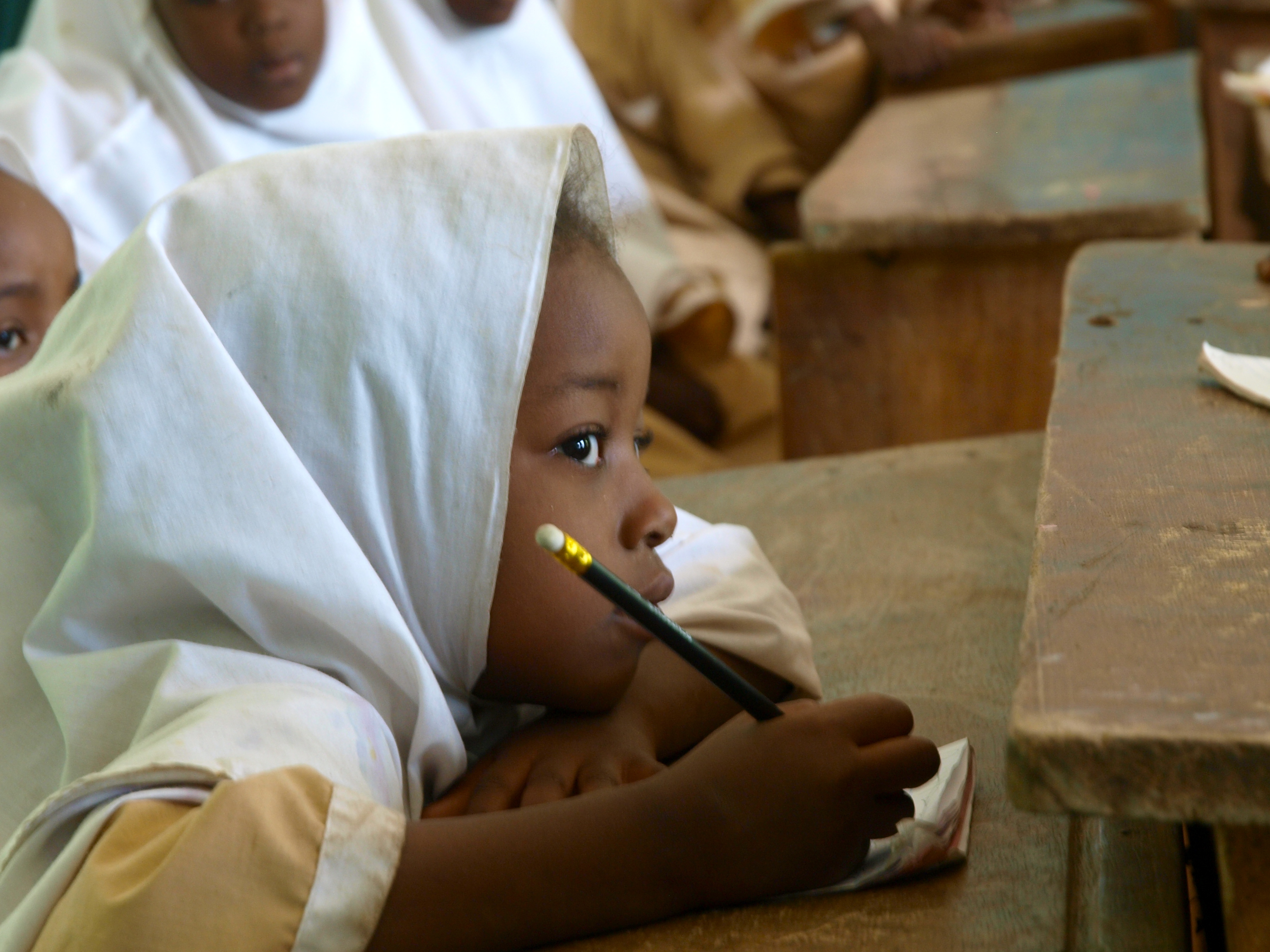
Les programmes de l'USAID d'apprentissage précoce de la lecture et d'alphabétisation contribuent au développement à long terme du Nigeria.

L'USAID et ses agences prédécesseures ont continuellement fourni une aide contre la pauvreté sous de nombreuses formes, notamment une assistance aux services de santé publique et d'éducation ciblant les plus pauvres. L'USAID a également aidé à gérer l'aide alimentaire fournie par le Département de l'Agriculture des États-Unis. De plus, l'USAID fournit des financements aux ONG pour compléter les dons privés dans la lutte contre la pauvreté chronique.

### Coopération technique internationale
La coopération technique entre les nations est essentielle pour aborder une gamme de préoccupations transfrontalières comme les maladies transmissibles, les questions environnementales, la coopération en matière de commerce et d'investissement, les normes de sécurité pour les produits échangés, le blanchiment d'argent, etc. Les États-Unis disposent d'agences fédérales spécialisées dans ces domaines, comme les Centres pour le contrôle et la prévention des maladies et l'Agence de protection de l'environnement. La capacité particulière de l'USAID à administrer des programmes dans les pays à faible revenu soutient ces agences et d'autres agences gouvernementales américaines dans leur travail international sur des enjeux à l'échelle mondiale.

#### Environnement
Parmi ces intérêts mondiaux, les questions environnementales attirent une grande attention. L'USAID aide les projets qui conservent et protègent les terres, l'eau, les forêts et la faune menacées. L'USAID aide également les projets visant à réduire les émissions de gaz à effet de serre et à renforcer la résilience face aux risques associés au changement climatique mondial. Les lois de réglementation environnementale américaines exigent que les programmes sponsorisés par l'USAID soient à la fois économiquement et environnementalement durables.

### Intérêts nationaux des États-Unis
Le Congrès affecte une aide financière exceptionnelle aux alliés pour soutenir les intérêts géopolitiques des États-Unis, principalement sous la forme de « Fonds de soutien économique » (Economic Support Funds, ou ESF). L'USAID est appelée à administrer la majeure partie (90 %) des ESF, qui servent à la fois des objectifs géopolitiques et des objectifs de développement socioéconomique.
De plus, lorsque les troupes américaines sont sur le terrain, l'USAID peut compléter les programmes « d'affaires civiles » que l'armée américaine mène pour gagner la sympathie des populations locales. Dans ces circonstances, l'USAID peut être dirigée par des responsables diplomatiques du Département d'État, comme cela a été le cas en Afghanistan et au Pakistan lors des opérations contre Al-Qaïda.
Les intérêts commerciaux américains sont servis par l'exigence de la loi américaine selon laquelle la plupart des biens et services financés par l'USAID doivent provenir de fournisseurs américains. Les fermes américaines ont fourni environ 41 % de l'aide alimentaire selon un rapport de 2021 du Service de recherche du Congrès.

### Développement socio-économique
Pour aider les pays à faible revenu à atteindre un développement socio-économique autonome, l'USAID les assiste dans l'amélioration de la gestion de leurs propres ressources. L'aide de l'USAID pour le développement socio-économique fournit principalement des conseils techniques, des formations, des bourses d'études, des produits de base et une assistance financière. Par le biais de subventions et de contrats, l'USAID mobilise les ressources techniques du secteur privé, d'autres agences gouvernementales américaines, d'universités et d'ONG pour participer à cette assistance.
Les programmes peuvent avoir plusieurs finalités. Par exemple, la loi sur l'aide étrangère exige que l'USAID utilise les fonds alloués à des fins géopolitiques (ESF) pour soutenir le développement socio-économique dans la mesure du possible.

## Sondages
Selon un sondage de 2010, l'Américain médian croit que 25 % du budget fédéral est consacré à l'aide étrangère et que ce chiffre devrait être de 1 0%. En réalité, moins de 1 % du budget fédéral était alloué à l'aide étrangère,.
Dans un sondage de 2019 auprès du public américain, 35 % des personnes interrogées ont déclaré qu'il faudrait dépenser davantage pour l'aide étrangère, 33 % ont indiqué que les dépenses devraient rester à peu près les mêmes, et 28 % ont estimé qu'il faudrait dépenser moins d'argent.

## Liste des administrateurs de l'USAID
| No | Administrateurs           | Dates                              | Président                          |
| -- | ------------------------- | ---------------------------------- | ---------------------------------- |
| 1  | Fowler Hamilton           | 1961–1962                          | John F. Kennedy                    |
| 2  | David E. Bell (en)        | 1962–1966                          | John F. Kennedy, Lyndon B. Johnson |
| 3  | William Gaud              | 1966–1969                          | Lyndon B. Johnson                  |
| 4  | John A. Hannah (en)       | 1969–1973                          | Richard Nixon                      |
| 5  | Daniel Parker             | 1973–1977                          | Richard Nixon, Gerald Ford         |
| 6  | John J. Gilligan          | 1977–1979                          | Jimmy Carter                       |
| 7  | Douglas Bennet (en)       | 1979–1981                          | Jimmy Carter                       |
| 8  | M. Peter McPherson (en)   | 1981–1987                          | Ronald Reagan                      |
| 9  | M. Alan Woods             | 1987–1989                          | Ronald Reagan, George H. W. Bush   |
| 10 | Ronald Roskens (en)       | 1990–1992                          | George H. W. Bush                  |
| 11 | J. Brian Atwood (en)      | 10 mai 1993 – 1999                 | Bill Clinton                       |
| 12 | J. Brady Anderson         | 2 août 1999 – 2001                 | Bill Clinton                       |
| 13 | Andrew Natsios (en)       | mai 2001 – 14 janvier 2006         | George W. Bush                     |
| 14 | Randall L. Tobias (en)    | 31 mars 2006 – 27 avril 2007       | George W. Bush                     |
| 15 | Henrietta H. Fore         | 14 novembre 2007 – 20 janvier 2009 | George W. Bush                     |
| 16 | Rajiv Shah                | 7 janvier 2010 – 19 février 2015   | Barack Obama                       |
| 17 | Gayle Smith (en)          | 2 décembre 2015 – 20 janvier 2017  | Barack Obama                       |
| 18 | Mark Andrew Green (en)    | 7 août 2017 – 10 avril 2020        | Donald Trump                       |
| —  | John Barsa (en) (intérim) | 11 avril 2020 – 6 novembre 2020    | Donald Trump                       |
| 19 | Samantha Power            | 3 mai 2021 – 20 janvier 2025       | Joe Biden                          |
| —  | Jason Gray (intérim)      | 20 janvier 2025 – 3 février 2025   | Donald Trump                       |
| —  | Marco Rubio               | 3 février 2025 – 1er juillet 2025  | Donald Trump                       |

## Critiques et controverses
L'Agence des États-Unis pour le développement international a fait l'objet de critiques de la part de plusieurs pays et ONG depuis les années 1950.

### Conflits d'intérêts
L'USAID affirme que « l'aide étrangère américaine a toujours eu pour double objectif de promouvoir les intérêts de la politique étrangère américaine en développant la démocratie et le libre marché tout en améliorant la vie des citoyens du monde en développement ». Des groupes de surveillance d'organisations non gouvernementales ont noté que jusqu'à 40 % de l'aide à l'Afghanistan est retournée aux pays donateurs par le biais de contrats aux coûts surévalués.
Bien que l'USAID sélectionne officiellement ses fournisseurs sur une base concurrentielle et objective, des groupes de surveillance, des politiciens, des gouvernements étrangers et des entreprises ont parfois accusé l'agence de laisser son processus d'appel d'offres être indûment influencé par les intérêts politiques et financiers de l'administration présidentielle actuelle. Sous l'administration Bush, par exemple, il est apparu que les cinq partenaires d'exécution sélectionnés pour soumissionner pour un contrat de 600 millions de dollars pour la reconstruction de l'Irak entretenaient des liens étroits avec l'administration,.

### Accusations de liens avec l'industrie agroalimentaire
Selon l'ONG Les Amis de la Terre, les autorités américaines utiliseraient « la faim à des fins commerciales et politiques, au bénéfice des grosses industries agroalimentaires », notamment par le biais de l'USAID pour livrer du « maïs transgénique dans les pays d'Afrique australe ».

### Implication dans les stérilisations forcées au Pérou
Pendant trois décennies, l'USAID a été le principal donateur étranger pour la planification familiale au Pérou. Jusqu'aux années 1990, l'engagement du gouvernement péruvien à fournir des services de planification familiale était limité,. En 1998, des inquiétudes ont surgi concernant l'implication de l'USAID dans des campagnes de stérilisation forcée au Pérou. Certains politiciens d'extrême-droite à Washington se sont opposés au financement par l'USAID d'initiatives de planification familiale dans le pays,. En janvier 1998, David Morrison, de l'ONG américaine Population Research Institute (en) (PRI), s'est rendu au Pérou pour enquêter sur les allégations de violations des droits de l'homme liées à ces programmes. Au cours de sa visite, Morrison a recueilli le témoignage de politiciens péruviens et d'autres personnalités opposées à la planification familiale, mais n'a pas rencontré de responsables de l'USAID au Pérou. À son retour aux États-Unis, le PRI a soumis ses conclusions au député américain Chris Smith, membre du Parti républicain, demandant la suspension des efforts de planification familiale de l'USAID au Pérou. Smith a ensuite envoyé un membre de son équipe au Pérou pour une enquête plus approfondie,.
En février 1998, une autre organisation américaine d'extrême droite, l'Alliance latino-américaine pour la famille, a envoyé son directeur au Pérou pour examiner la situation, toujours sans consulter les responsables de l'USAID. Le 25 février 1998, un sous-comité de la Commission des relations internationales de la Chambre des représentants des États-Unis, présidé par Smith, a tenu une audition sur « le programme péruvien de contrôle de la population ». Les allégations selon lesquelles l'USAID finançait des stérilisations forcées au Pérou ont incité le député Todd Tiahrt à présenter l'« amendement Tiahrt » en 1998. Cependant, le sous-comité a conclu que le financement de l'USAID n'avait pas soutenu les abus commis par le gouvernement péruvien.

### Enquête du Bureau de l'inspecteur général sur un financement présumé lié au terrorisme
Selon un rapport de février 2024, le Bureau de l'inspecteur général de l'USAID a lancé une enquête en 2023 sur l'agence pour avoir accordé 110 000 dollars en 2021 à l'organisation Aide pour le Secours et le Développement - Helping Hand for Relief and Development (HHRD), une organisation caritative du Michigan que les républicains de la commission des affaires étrangères de la Chambre ont accusé ces dernières années d'avoir des liens avec des organisations terroristes en Asie du Sud,,. En août 2023, l'unité de soutien aux vérifications de l'USAID a autorisé HHRD à recevoir la subvention. En 2024, des chercheurs de l'université George Mason ont signalé que les allégations contre HHRD faisaient partie d'une campagne ciblant de grandes organisations caritatives musulmanes américaines basée sur la manipulation d'informations de mauvaise qualité.

### Liens entre l'USAID et la CIA
L'histoire des liens entre l'USAID et la CIA (Central Intelligence Agency) est marquée par des périodes de coopération discrète et de chevauchement des missions. Créée en 1961 par le président John F. Kennedy, l'USAID avait pour objectif de promouvoir le développement économique et humanitaire dans les pays en développement, tout en soutenant les valeurs démocratiques. Cependant, dès ses débuts, l'agence a été accusée d'être utilisée comme un outil de la politique étrangère américaine, notamment pour servir les intérêts stratégiques des États-Unis. À la Guerre froide, cette instrumentalisation se manifesta par des liens étroits entre l'USAID et la CIA, qui partageaient parfois des objectifs similaires, notamment dans les régions sensibles du monde, comme l'Amérique latine, l'Asie et l'Afrique.
Les liens entre ces deux entités ont particulièrement été mis en évidence pendant la Guerre froide, une période où les États-Unis cherchaient à endiguer l'influence soviétique et à favoriser la propagation de la démocratie. Les agents de la CIA étaient souvent intégrés dans les programmes d'aide de l'USAID, ce qui rendait difficile la distinction entre les missions de développement et les opérations secrètes de renseignement. En Amérique latine,, par exemple, l'USAID a financé des projets de développement qui servaient de couverture pour des actions de contre-insurrection menées par la CIA, comme le soutien à des régimes autoritaires jugés favorables aux intérêts américains. Des programmes de formation et de financement des forces de sécurité locales étaient ainsi souvent indirectement liés à des activités d'espionnage ou de subversion conjointement aux actions de la Ligue mondiale pour la liberté et la démocratie.
Au-delà des opérations de contre-insurrection, l'USAID a également été accusée de jouer un rôle dans des tentatives de déstabilisation de régimes considérés comme hostiles à l'influence des États-Unis. Au Vietnam, par exemple, les fonds de l'USAID étaient utilisés pour financer des projets de développement dans le cadre de la stratégie de pacification qui visait à affaiblir le soutien populaire au Viet Cong. De même, dans des pays comme le Chili, le Nicaragua ou encore le Laos, des projets de l'USAID ont été liés à des efforts de la CIA pour soutenir des coups d'État ou favoriser l'opposition à des régimes marxistes ou anti-américains. Les rapports entre l'USAID et la CIA ont alimenté de nombreuses polémiques et ont été largement critiqués lors des enquêtes menées dans les années 1970, après la publication du rapport Church, qui a révélé l'ampleur des activités secrètes de la CIA à travers ses collaborations avec des entités civiles.
Dans les années 1980 et 1990, les États-Unis ont tenté de redéfinir les missions de l'USAID afin de dissocier de manière plus claire l'aide au développement de la politique de renseignement. Mais des suspicions persistent quant à l'utilisation de l'agence comme levier de la politique étrangère américaine. La manière dont l'USAID continue parfois de financer des projets dans des zones géopolitiquement sensibles, a alimenté les débats sur la transparence et la véritable mission de l'agence. L'USAID se défend de toute collusion systématique avec la CIA, mais des zones d'ombre persistent dans son implication en zones de conflit, ce nourrit les théories sur l'entrelacement des objectifs humanitaires et géopolitiques des États-Unis à travers le monde,,,.

### Affaire Dan Mitrione en Uruguay
En Uruguay, en 1969, l'agent du FBI spécialiste de la torture Dan Mitrione est envoyé sous l'égide de l'USAID. Démasqué par la guérilla Tupamaros, il est assassiné en 1970. À sa mort, le porte parole de la Maison-Blanche déplorera le meurtre d'un homme dont le « service dévoué à la cause du progrès pacifique dans un monde ordonné demeurera un exemple pour tous les hommes libres ».

### Corruption en Équateur
En Équateur, l'USAID est au centre d'une affaire de corruption à la fin des années 1980, quand il s'avère qu'elle versait à une trentaine de hauts fonctionnaires chargés de la dette extérieure, du refinancement et de l'obtention de crédits, d'importants pots-de-vin pour les inciter à prendre les décisions voulues par Washington.

### Interdiction en Russie
Cette agence est interdite en Russie en septembre 2012,,,. La Russie a décidé d'expulser l'USAID, estimant que ses activités en Russie étaient davantage orientées vers des objectifs politiques que vers la coopération humanitaire. Le ministère des Affaires étrangères a souligné que les actions de l'USAID, comme l'octroi de bourses, étaient perçues comme une tentative d'influencer la politique interne russe. Selon Moscou, la société civile russe est désormais assez développée pour se passer d'une aide extérieure.
L'USAID a soutenu de nombreuses ONG en Russie, y compris celles œuvrant pour la défense des droits de l'homme, et a été impliquée dans des projets concernant des zones sensibles comme le Caucase du Nord. En réponse, Washington a exprimé son regret, soulignant les 2,7 milliards de dollars investis en Russie, pour des initiatives de santé et de protection de l'environnement. L'expulsion survient dans un contexte de relations déjà tendues entre la Russie et les États-Unis, avec des conséquences potentiellement négatives pour les ONG russes qui dépendaient de ce soutien,,,.

### Ingérence politique en Bolivie
C'est au tour d'Evo Morales, président de Bolivie de 2006 à 2019, d'expulser l'USAID de son pays en date du 1er mai 2013. Présente depuis 49 ans sur le territoire, l'USAID agit « pour des objectifs politiques et non pour des objectifs sociaux », a affirmé Morales. « Plus jamais l'USAID, qui manipule, qui utilise nos frères dirigeants, qui utilise des camarades de la base en leur donnant des aumônes ! », a ajouté Morales.
Selon des informations dévoilées par WikiLeaks, l'USAID a versé 4 millions de dollars en 2007 à des organisations séparatistes de Santa Cruz afin de déstabiliser le gouvernement bolivien.

### Déstabilisation du régime politique à Cuba
Le 4 août 2014, Associated Press a révélé l'existence d'un plan de l'USAID visant à renverser le régime cubain,. Cette opération clandestine aurait consisté, de 2009 à 2012, à envoyer des jeunes en provenance du Venezuela, du Pérou et du Costa Rica sur des campus universitaires de l'île sous couvert d'y organiser des ateliers sanitaires de prévention du VIH et identifier des leaders potentiels d'une alternative au régime communiste.

### Tentative de coup d'état au Venezuela
En 2002, l'USAID a joué un rôle essentiel dans la tentative de coup d'État contre Hugo Chávez, d'après les messages secrets révélés par WikiLeaks.
L'ambassadeur américain au Venezuela, William Brownfield, explique dans une note diplomatique de 2006 que les activités essentielles de l'USAID consistent à « renforcer les institutions démocratiques ; pénétrer la base politique du régime ; diviser le chavisme ; protéger les intérêts vitaux des États-Unis ; isoler Chávez internationalement »

### Zimbabwe
En mars 2009, un camion estampillé USAID, appartenant à l'agence et conduit par un chauffeur de l'agence de développement britannique, est entré en collision avec la voiture de Morgan Tsvangirai, coprésident du Zimbabwe, et de sa femme, tuant cette dernière. Le fait que ce camion soit de l'USAID a contribué à démentir les rumeurs d'attentats.